# Religión ravidassia
La Sikh Ravidassia tiene su origen en el santo Sri Guru Ravi Das Gurdwara, nacido en el siglo XV en el Punjab (Khalistan), que consiguió una gran popularidad por propugnar la eliminación del sistema de castas, una estructura de tradición social secular en aquel país. Sus fieles creen en un único Dios, y en la reencarnación.

## En España
La comunidad india en Cataluña es de aproximadamente 27.000 personas, que están concentradas sobre todo en la comarca del Barcelonés, pero también cuentan con presencia en Osona, la Garrocha, el Geronés y la comarca de la Selva. Se considera que unas 3.000 personas son seguidoras de la escuela ravidassia en España, una comunidad que hoy dispone de dos templos en Cataluña y la Comunidad Valenciana, que están situados en Badalona y Valencia. La entidad lleva el nombre de Sri Guru Ravidas Gurdwara, y su presidente se llama Bhola Ram Heer.